# Anello (topologia)

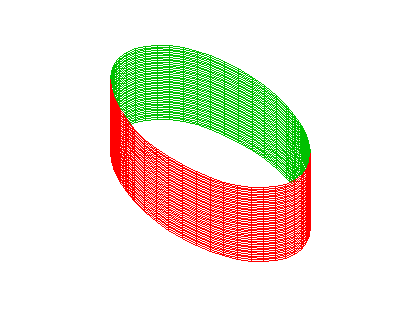
L'anello "standard".

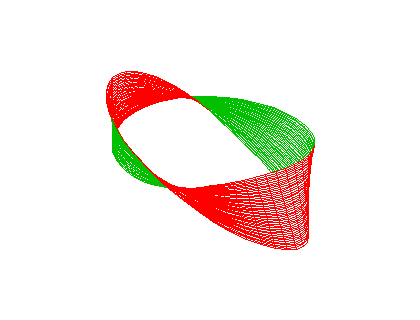
Se ha una torsione di 360°, è sempre un anello.

In matematica, e più precisamente in topologia, un anello è una superficie avente la struttura di una corona circolare.

## Anelli nello spazio tridimensionale
Un anello può essere contenuto nello spazio tridimensionale in vari modi.

### Costruzioni con un nastro
La costruzione più semplice consiste nell'unire i due lati opposti di una striscia di carta rettangolare. 
Imprimendo ad un lato della striscia una rotazione di {\displaystyle x} gradi (dove {\displaystyle x} è un multiplo di 360) prima dell'unione, si ottiene comunque un anello, benché contenuto nello spazio in un modo diverso (in topologia, si dice che gli spazi ottenuti in questo modo sono tutti omeomorfi). 
Se invece {\displaystyle x} è multiplo di 180 ma non di 360, la figura che si ottiene non è omeomorfa ad un anello: ha un solo bordo e una sola faccia, ed è chiamata nastro di Möbius.
Una possibile parametrizzazione dell'anello "classico" è la seguente:
{\displaystyle x(u,v)=\cos(u)}
{\displaystyle y(u,v)=\sin(u)}
{\displaystyle z(u,v)=v}
dove {\displaystyle 0\leq u<2\pi } e {\displaystyle -1\leq v\leq 1}. In questo modo si ottiene un anello larghezza 1, centrato in (0,0,0) e simmetrico rispetto alla riflessione sul piano {\displaystyle xy}. Variando il parametro u ci si muove lungo il nastro, mentre variando v si passa da un bordo all'altro.

### Anelli dentro il toro
Si ottengono numerosi anelli rimuovendo delle parti di superficie dal toro. È possibile, in tal modo, creare l'anello "standard", quelli con 2 o più torsioni descritti sopra, e altri ancora. In questa pagina è possibile osservare alcuni anelli standard (in arancione) ed altri con una torsione di 360° (in grigio). Questi ultimi vengono detti Cerchi di Villarceau.

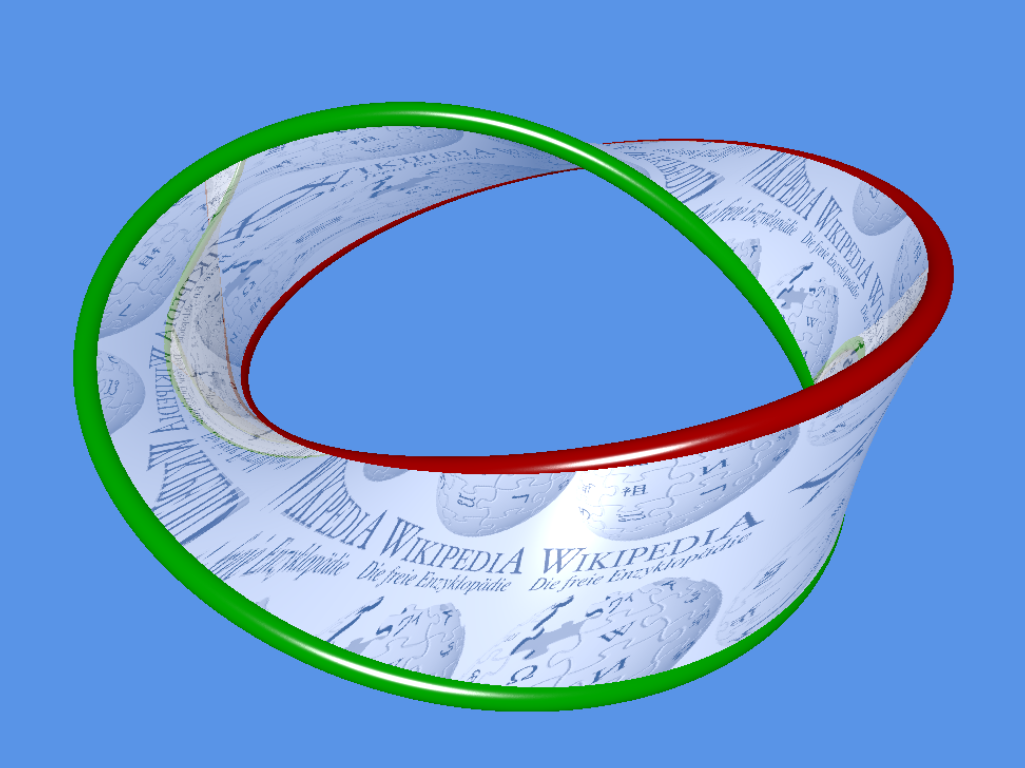
Un anello in posizione non standard come questo si distingue dal nastro di Möbius perché ha due componenti di bordo (rossa e verde), quando il nastro di Möbius ne ha una sola.

## Proprietà topologiche
Da un punto di vista astrattamente topologico, l'anello è definito come il prodotto
{\displaystyle S^{1}\times [0,1]}
di una circonferenza con l'intervallo [0, 1]. 
L'anello è uno spazio connesso, connesso per archi e compatto. 
È inoltre una varietà topologica con bordo di dimensione 2.
Il suo gruppo fondamentale è Z. Il suo rivestimento universale è R × [0, 1]. Poiché il rivestimento universale è contrattile, i gruppi di omotopia superiori dell'anello sono tutti banali.
Esiste un rivestimento a 2 fogli dell'anello sul nastro di Möbius.
Identificando (cioè "incollando") le due componenti di bordo dell'anello si ottiene il toro o la bottiglia di Klein, a seconda dell'orientazione con cui queste sono identificate.